# Dmitrij Popow (rewolucjonista)
Dmitrij Iwanowicz Popow (ros. Дмитрий Иванович Попов; ur. 1892 w Kononowie, zm. maj 1921 w Moskwie) – rosyjski marynarz oraz rewolucjonista. Działacz anarchistyczny, jeden z dowódców podczas powstania lewicowych eserowców, a w późniejszym okresie członek Rewolucyjnej Powstańczej Armii Ukrainy.

## Życiorys
Dmitrij Popow urodził się w rodzinie chłopskiej, we wsi Kononowo w guberni moskiewskiej. Po ukończeniu szkoły w wieku 14 lat rozpoczął pracę w moskiewskich fabrykach. W 1914 został powołany do czynnej służby we Flocie Bałtyckiej. W 1917 przyłączył się do Partii Lewicowych Socjalistów-Rewolucjonistów i brał udział w walkach podczas rewolucji październikowej w Petersburgu. Następnie był członkiem Wszechrosyjskiego Centralnego Komitetu Wykonawczego. Na przełomie 1917 i 1918 utworzył w Helsinkach "czerwono-sowiecki oddział fiński", który w marcu 1918 został przekazany na rozkaz Wojskowej Rady Rewolucyjnej Republiki do dyspozycji Moskiewskiej Rady Deputowanych Ludu, następnie 8 kwietnia 1918 przekazany do Czeka, a Popow został mianowany szefem sztabu oddziału bojowego.

### Bunt eserowców
W czerwcu 1918 eserowcy rozpoczęli przygotowania do zbrojnego powstania przeciwko rządowi sowieckiemu pod przywództwem Partii Bolszewickiej. Dowodzony przez Popowa oddział Czeka został postawiony w stan gotowości. W dniu 30 czerwca zażądano, aby jednostka otrzymała dodatek żywnościowy, wskazując jego liczbę na 1000 osób, podczas gdy w rzeczywistości było ich 600. 2 lipca Popow pilnie poprosił o nosze sanitarne, gąbki i szereg artykułów medycznych w dużych ilościach, najwyraźniej przewidując możliwość bojowych "operacji".
Zmieniono też personel Czeki. Nawet bardziej radykalni rewolucjoniści nie zostali wpuszczeni do siedziby Popowa. Wszystkie bolszewickie elementy zostały usunięte z oddziału. Większość fińskich żołnierzy Armii Czerwonej, którzy wcześniej stanowili podstawę oddziału, udała się na front czechosłowacki. Do oddziału dołączyła grupa żeglarzy Floty Czarnomorskiej, a także rozbrojonych wcześniej anarchistów. 2-3 dni przed powstaniem Popow utrzymywał swój oddział w pełnej gotowości bojowej, ostrzegając wszystkich "danymi" swojego wywiadu, że niemieccy kontrrewolucjoniści zamierzają rozbroić oddział i aresztować jego samego. W nocy z piątku na sobotę ogłoszono alarm, że tej nocy przygotowywany jest atak. W przeddzień powstania Popow osobiście prowadził antyradziecką agitację w oddziale i odegrał aktywną rolę w powstaniu.
Po zabójstwie niemieckiego ambasadora Wilhelma von Mirbacha, ranny zamachowiec Jakow Błumkin schronił się w siedzibie oddziału Popowa w koszarach Pokrowskich. Na wieść o zamachu, Włodzimierz Lenin polecił Feliksowi Dzierżyńskiemu udać się do koszar i aresztować odpowiedzialnych za śmierć ambasadora. Na miejscu jednak to oddział Popowa dokonał aresztowania Dzierżyńskiego i jego ochrony. Eserowcy zajęli następnie siedzibę Czeka na Łubiance. Możliwość zbudowania w służbach specjalnych własnej frakcji wynikła z dużego początkowo zaufania bolszewików do eserowców i umieszczenia działaczy tej partii w kierownictwie Czeka. Ponadto bojownicy z oddziału Popowa aresztowali członków Partii Bolszewickiej w Moskwie. Żeglarze z oddziału zajęli drukarnię na Alei Waganowskiej, pocztę oraz telegraf.
Popow rozkazał swojemu oddziałowi zająć rozległy obszar Moskwy między dworcem Kurskim a placem Sławiańskim. Bolszewicy postanowili umiejscowić swoją artylerię na jak najbliższy dystans strzału i zmiażdżyć powstańców jej ogniem. Po tym, w siedzibie powstańców zdano sobie sprawę z nieskuteczności dalszego oporu, Jurij Sablin i Popow poprowadzili odwrót z Moskwy. Po stłumieniu rebelii Popow został zmuszony do ukrycia się; jak również leczył się z powodu paraliżu. 27 listopada 1918 na otwartym posiedzeniu sądowym Trybunału Rewolucyjnego Czeki, został ogłoszony "wrogiem ludu pracującego i banitą" oraz skazany na rozstrzelanie gdy tylko zostanie złapany.

### Rewolucja ukraińska
W grudniu 1918 udał się do Charkowa, gdzie eserowcy pracowali nad zorganizowaniem ruchu rebelianckiego przeciwko Dyrektoriatowi. Na początku 1919 pod nazwiskiem Kormilitsyn pełnił funkcję asystenta dowódcy 11. ukraińskiego pułku sowieckiego. Będąc rozpoznanym w pobliżu Bachmutu i nie chcąc być poddanym ewentualnym prześladowaniom, udał się do Charkowa, a stamtąd do kongresu lewicowych eserowców w Kijowie. Po zdobyciu miasta przez siły Białych pod koniec sierpnia 1919 wyjechał do Jekaterynosławia. Jesienią 1919 utworzył oddział buntowników, z którym wstąpił do Rewolucyjnej Powstańczej Armii Ukrainy.
Od stycznia do marca 1920, cierpiąc na tyfus, ukrywał się przed prześladowaniami w jednej z wiosek na terenie Hulajpola. Pod koniec marca 1920 prowadził agitację wśród ludności i zajmował się pracą kulturalną i edukacyjną. To wtedy zadeklarował się jako anarchokomunista. Pod koniec maja 1920 został wybrany członkiem Rady Partyzantów Rewolucyjnych Ukrainy (machnowców), od czerwca 1920 - sekretarzem Rady. W dniach 29-30 września 1920 w imieniu Rady Powstańców Rewolucyjnych Ukrainy negocjował telegraficznie z przedstawicielami władz sowieckich na Ukrainie w sprawie zaprzestania działań wojennych i zawarcia porozumienia o wspólnej walce przeciwko Piotrowi Wrangelowi. 10 października 1920 podpisał warunki wstępnego porozumienia wojskowo-politycznego między rządem Ukraińskiej Socjalistycznej Republiki Radzieckiej a Rewolucyjną Armią Powstańczą Ukrainy.
Jako przedstawiciel machnowszczyzny na froncie południowym, lubił w swych działaniach prowokować, otwarcie sprzeciwiając się rządowi sowieckiemu. Nestor Machno, który napisał do niego w liście, wyrażał niezwykle ostre niezadowolenie z jego zachowania: "…praca powierzonej wam reprezentacji politycznej i wojskowej jest niezwykle odpowiedzialna, a wy, w Charkowie, powinniście dawać jej przykład cały czas, starając się przynosić maksymalne korzyści naszemu ruchowi ze wszystkich jego stron: wojskowej, politycznej i kulturalno-edukacyjnej. Zupełnie niedopuszczalne jest, aby po raz drugi usłyszeć o waszym niedbałym nastawieniu do sprawy przydzielonej wam przez wojsko. Mam nadzieję, że następne wieści dotyczące waszej pracy będą inne, bardziej zachęcające dla nas wszystkich”.
W nocy z 26 listopada 1920 Popow wraz z innymi przedstawicielami Armii Powstańczej Ukrainy został aresztowany w Charkowie i zgodnie z rozkazem Dzierżyńskiego wysłany do Moskwy. Rozstrzelany przez Czeka pomiędzy 28 lutego a 18 maja 1921.